# Sherman Guity
Sherman Isidro Guity (né le 3 décembre 1996) est un athlète handisport costaricien. Il est médaillé  d'or au 200 mètres masculin T64  ainsi que médaillé d'argent du 100 mètres masculin T64 aux Jeux paralympiques d'été de 2020 à Tokyo, au Japon. Il s'agit de la première médaille remportée par un compétiteur représentant le Costa Rica aux Jeux paralympiques. Il détient le Record Paralympiques sur 100m et sur 200m.
Il est suspendu du 23 juillet 2019 au 22 juillet 2021 après avoir été testé positif à une substance interdite, ce qui l'empêche de participer aux Jeux parapanaméricains de 2019 à Lima, au Pérou, ainsi qu'aux Championnats du monde de para-athlétisme de 2019 à Dubaï, aux Émirats arabes unis.